# دشتک (مهرستان)
دشتک (مهرستان)، روستایی از توابع بخش آشار شهرستان مهرستان در استان سیستان و بلوچستان ایران است.

## جمعیت
این روستا در دهستان آشار قرار دارد و براساس سرشماری مرکز آمار ایران در سال ۱۳۸۵، جمعیت آن ۳۰ نفر (۷خانوار) بوده‌است.